# Aldole

Wzór ogólny aldoli

Aldole, β-hydroksyaldehydy, aldehydoalkohole – związki organiczne zawierające grupę aldehydową i hydroksylową. Otrzymywane są w wyniku kondensacji aldolowej. Ich odkrywcą jest Charles Adolf Wurtz. 
Terminem aldol określa się zwyczajowo acetaldol, czyli 3-hydroksybutanal, produkt kondensacji aldolowej acetaldehydu.